# Liste des matchs de l'équipe de Bolivie de football par adversaire
Cette liste présente les matchs de l'équipe de Bolivie de football par adversaire rencontré.
- Haut – A
- B
- C
- D
- E
- F
- G
- H
- I
- J
- K
- L
- M
- N
- O
- P
- Q
- R
- S
- T
- U
- V
- W
- X
- Y
- Z

## A

### Afrique du Sud
| Date         | Lieu          | Match                    | Score | Compétition  |
| ------------ | ------------- | ------------------------ | ----- | ------------ |
| 28 mars 2007 | Johannesbourg | Afrique du Sud - Bolivie | 0-1   | Match amical |

### Allemagne
| Date         | Lieu    | Match               | Score | Compétition                                        |
| ------------ | ------- | ------------------- | ----- | -------------------------------------------------- |
| 17 juin 1994 | Chicago | Allemagne - Bolivie | 1-0   | Coupe du monde 1994 (Groupe C - Match d'ouverture) |

### Allemagne de l'Est

#### Confrontations
Confrontations entre l'Allemagne de l'Est et la Bolivie en matchs officiels.
|   | Date           | Lieu   | Match                        | Score | Compétition  |
| 1 | 3 février 1985 | La Paz | Bolivie - Allemagne de l'Est | 1-0   | Match amical |

#### Bilan
- Total de matchs disputés : 1
- Victoires de la Bolivie : 1
- Victoires de l'Allemagne de l'Est : 0
- Matchs nuls : 0
- Total de buts marqués par la Bolivie : 2
- Total de buts marqués par l'Allemagne de l'Est : 1

### Arabie saoudite

#### Confrontations
Confrontations entre l'Arabie saoudite et la Bolivie en matchs officiels.
|   | Date              | Lieu    | Match                     | Score | Compétition                              |
| - | ----------------- | ------- | ------------------------- | ----- | ---------------------------------------- |
| 1 | 4 mai 1994        | Cannes  | Arabie saoudite - Bolivie | 0-1   | Match amical                             |
| 2 | 27 juillet 1999   | Mexico  | Arabie saoudite - Bolivie | 0-0   | Coupe des confédérations 1999 (Groupe A) |
| 3 | 10 septembre 2018 | Riyad   | Arabie saoudite - Bolivie | 2-2   | Match amical                             |
| 4 | 28 mars 2023      | Djeddah | Arabie saoudite - Bolivie | 1-2   | Match amical                             |

#### Bilan
Au 27 juin 2023 :
- Total de matchs disputés : 4
- Victoires de la Bolivie : 2
- Matchs nuls : 2
- Victoires de l'Arabie saoudite : 1
- Total de buts marqués par la Bolivie : 3
- Total de buts marqués par l'Arabie saoudite : 2

### Argentine
|    | Date              | Lieu         | Match               | Score | Compétition                                                                |
| -- | ----------------- | ------------ | ------------------- | ----- | -------------------------------------------------------------------------- |
| 1  | 16 octobre 1926   | Santiago     | Argentine - Bolivie | 5-0   | Championnat sud-américain de football de 1926                              |
| 2  | 30 octobre 1927   | Lima         | Argentine - Bolivie | 7-1   | Championnat sud-américain de football de 1927                              |
| 3  | 18 janvier 1945   | Santiago     | Argentine - Bolivie | 4-0   | Championnat sud-américain de football de 1945                              |
| 4  | 19 janvier 1946   | Buenos Aires | Argentine - Bolivie | 7-1   | Championnat sud-américain de football de 1946                              |
| 5  | 4 décembre 1947   | Guayaquil    | Argentine - Bolivie | 7-0   | Championnat sud-américain de football de 1947                              |
| 6  | 6 octobre 1957    | La Paz       | Bolivie - Argentine | 2-0   | Qualifications pour la Coupe du monde 1958                                 |
| 7  | 27 octobre 1957   | Buenos Aires | Argentine - Bolivie | 4-0   | Qualifications pour la Coupe du monde 1958                                 |
| 8  | 11 mars 1959      | Buenos Aires | Argentine - Bolivie | 2-0   | Championnat sud-américain de football de 1959                              |
| 9  | 28 mars 1963      | La Paz       | Bolivie - Argentine | 3-2   | Championnat sud-américain de football de 1963                              |
| 10 | 17 août 1965      | Buenos Aires | Argentine - Bolivie | 4-1   | Qualifications pour la Coupe du monde 1966                                 |
| 11 | 29 août 1965      | La Paz       | Bolivie - Argentine | 1-2   | Qualifications pour la Coupe du monde 1966                                 |
| 12 | 22 janvier 1967   | Montevideo   | Argentine - Bolivie | 1-0   | Championnat sud-américain de football de 1967                              |
| 13 | 27 juillet 1969   | La Paz       | Bolivie - Argentine | 3-1   | Qualifications pour la Coupe du monde 1970                                 |
| 14 | 24 août 1969      | Buenos Aires | Argentine - Bolivie | 1-0   | Qualifications pour la Coupe du monde 1970                                 |
| 15 | 9 septembre 1973  | Buenos Aires | Argentine - Bolivie | 4-0   |                                                                            |
| 16 | 23 septembre 1973 | La Paz       | Bolivie - Argentine | 0-1   | Qualifications pour la Coupe du monde 1974                                 |
| 17 | 27 juin 1975      | Cochabamba   | Bolivie - Argentine | 1-2   | Saavedra Cup                                                               |
| 18 | 18 juillet 1979   | La Paz       | Bolivie - Argentine | 2-1   | Copa América 1979                                                          |
| 19 | 8 août 1979       | Buenos Aires | Argentine - Bolivie | 3-0   | Copa América 1979                                                          |
| 20 | 10 juillet 1989   | Goiânia      | Argentine - Bolivie | 0-0   | Copa América 1989                                                          |
| 21 | 17 juin 1993      | Guayaquil    | Argentine - Bolivie | 1-0   | Copa América 1993                                                          |
| 22 | 8 juillet 1995    | Paysandu     | Argentine - Bolivie | 2-1   | Copa América 1995                                                          |
| 23 | 24 avril 1996     | Buenos Aires | Argentine - Bolivie | 3-1   | Qualifications pour la Coupe du monde 1998                                 |
| 24 | 2 avril 1997      | La Paz       | Bolivie - Argentine | 2-1   | Qualifications pour la Coupe du monde 1998                                 |
| 25 | 4 juin 2000       | Buenos Aires | Argentine - Bolivie | 1-0   | Qualification pour la Coupe du monde 2002                                  |
| 26 | 25 avril 2001     | La Paz       | Bolivie - Argentine | 3-3   | Qualification pour la Coupe du monde 2002                                  |
| 27 | 15 novembre 2003  | Buenos Aires | Argentine - Bolivie | 3-0   | Qualifications pour la Coupe du monde 2006                                 |
| 28 | 26 mars 2005      | La Paz       | Bolivie - Argentine | 1-2   | Qualifications pour la Coupe du monde 2006                                 |
| 29 | 17 novembre 2007  | Buenos Aires | Argentine - Bolivie | 3-0   | Qualifications pour la Coupe du monde 2010                                 |
| 30 | 1er avril 2009    | La Paz       | Bolivie - Argentine | 6-1   | Qualifications pour la Coupe du monde 2010                                 |
| 31 | 1er juillet 2011  | La Plata     | Argentine - Bolivie | 1-1   | Copa América 2011 (Groupe A)                                               |
| 32 | 11 novembre 2011  | Buenos Aires | Argentine - Bolivie | 1-1   | Qualifications pour la Coupe du monde 2014                                 |
| 33 | 26 mars 2013      | La Paz       | Bolivie - Argentine | 1-1   | Qualifications pour la Coupe du monde 2014                                 |
| 34 | 6 juin 2015       | San Juan     | Argentine - Bolivie | 5-0   | Match amical                                                               |
| 35 | 4 septembre 2015  | Houston      | Argentine - Bolivie | 7-0   | Match amical                                                               |
| 36 | 29 mars 2016      | Córdoba      | Argentine - Bolivie | 2-0   | Éliminatoires de la Coupe du monde de football 2018 : zone Amérique du Sud |
| 37 | 14 juin 2016      | Seattle      | Argentine - Bolivie | 3-0   | Copa América Centenario (gr. D)                                            |
| 38 | 28 mars 2017      | La Paz       | Bolivie - Argentine | 2-0   | Éliminatoires de la Coupe du monde de football 2018 : zone Amérique du Sud |
| 39 | 13 Octobre 2020   | La Paz       | Bolivie - Argentine | 1-2   | FIFA 2022 Q                                                                |
| 41 | 29 Juin 2021      | Cuiabá       | Bolivie - Argentine | 1-4   | Copa america 2021                                                          |
| 40 | 9 Septembre 2021  | San Juan     | Argentine - Bolivie | 3-0   | FIFA 2022 Q                                                                |
| 41 | 12 Septembre 2023 | La Paz       | Bolivie - Argentine | 0-3   | FIFA 2026 Q                                                                |
| 42 | 15 Octobre 2024   | San Juan     | Argentine - Bolivie | 6-0   | FIFA 2026 Q                                                                |

Bilan :
- Total de matchs disputés : 42
- Victoires de l'équipe d'Argentine : 35
- Victoires de l'équipe de Bolivie : 7
- Matchs nuls : 5

## B

### Birmanie

#### Confrontations
Confrontations entre la Birmanie et la Bolivie en matchs officiels.
|   | Date            | Lieu    | Match              | Score | Compétition  |
| - | --------------- | ------- | ------------------ | ----- | ------------ |
| 1 | 13 octobre 2018 | Rangoun | Birmanie - Bolivie | 0-3   | Match amical |

#### Bilan
- Total de matchs disputés : 1
- Victoires de la Bolivie : 1
- Matchs nuls : 0
- Victoires de la Birmanie : 0
- Total de buts marqués par la Bolivie : 3
- Total de buts marqués par la Birmanie : 0

### Brésil
Le Brésil mène largement face à son homologue bolivien. Les Brésiliens ont d'ailleurs remportés plusieurs victoires sur de large score : 10-1 en 1949, 8-0 en 1977. La première rencontre entre les deux équipes eu lieu le 20 juillet 1930 à l'occasion de la première Coupe du monde de football joué en Uruguay. Les deux équipes se sont affrontées une fois en finale de la Copa América : en 1997. La Bolivie qui était le pays hôte s'inclina trois buts à un.
|    | Date              | Lieu                    | Match            | Score | Compétition                                                                |
| -- | ----------------- | ----------------------- | ---------------- | ----- | -------------------------------------------------------------------------- |
| 1  | 20 juillet 1930   | Montevideo              | Brésil - Bolivie | 4-0   | Coupe du monde 1930 (Groupe B)                                             |
| 2  | 28 janvier 1945   | Santiago                | Brésil - Bolivie | 2-0   | Championnat sud-américain de football de 1945                              |
| 3  | 16 janvier 1946   | Buenos Aires            | Brésil - Bolivie | 3-0   | Championnat sud-américain de football de 1946                              |
| 4  | 10 avril 1949     | São Paulo               | Brésil - Bolivie | 10-1  | Championnat sud-américain de football de 1949                              |
| 5  | 1er mars 1953     | Lima                    | Brésil - Bolivie | 8-1   | Championnat sud-américain de football de 1953                              |
| 6  | 21 mars 1959      | Buenos Aires            | Brésil - Bolivie | 4-2   | Championnat sud-américain de football de 1959                              |
| 7  | 31 mars 1963      | Cochabamba              | Bolivie - Brésil | 5-4   | Championnat sud-américain de football de 1963                              |
| 8  | 27 mai 1973       | Rio de Janeiro          | Brésil - Bolivie | 5-0   | Match amical                                                               |
| 9  | 14 juillet 1977   | Cali                    | Brésil - Bolivie | 8-0   | Qualification pour la Coupe du monde 1978                                  |
| 10 | 26 juillet 1979   | La Paz                  | Bolivie - Brésil | 2-1   | Copa América 1979                                                          |
| 11 | 16 août 1979      | São Paulo               | Brésil - Bolivie | 2-0   | Copa América 1979                                                          |
| 12 | 22 février 1981   | La Paz                  | Bolivie - Brésil | 1-2   | Qualification Coupe du monde 1982                                          |
| 13 | 22 mars 1981      | Rio de Janeiro          | Brésil - Bolivie | 3-1   | Qualification Coupe du monde 1982                                          |
| 14 | 2 juin 1985       | Santa Cruz              | Bolivie - Brésil | 0-2   | Qualification Coupe du monde 1986                                          |
| 15 | 30 juin 1985      | São Paulo               | Brésil - Bolivie | 1-1   | Qualification pour la Coupe du monde 1986                                  |
| 16 | 9 juillet 1991    | Viña del Mar            | Brésil - Bolivie | 2-1   | Copa América 1991                                                          |
| 17 | 25 juillet 1993   | La Paz                  | Bolivie - Brésil | 2-0   | Qualification pour la Coupe du monde 1994                                  |
| 18 | 29 août 1993      | Recife                  | Brésil - Bolivie | 6-0   | Qualification pour la Coupe du monde 1994                                  |
| 19 | 29 juin 1997      | La Paz                  | Bolivie - Brésil | 1-3   | Copa América 1997 (Finale)                                                 |
| 20 | 3 septembre 2000  | Rio de Janeiro          | Brésil - Bolivie | 5-0   | Qualification pour la Coupe du monde 2002                                  |
| 21 | 7 novembre 2001   | La Paz                  | Bolivie - Brésil | 3-1   | Qualification pour la Coupe du monde 2002                                  |
| 22 | 31 janvier 2002   | Goiânia                 | Brésil - Bolivie | 6-0   | Match amical                                                               |
| 23 | 5 septembre 2004  | São Paulo               | Brésil - Bolivie | 3-1   | Qualifications pour la Coupe du monde 2006                                 |
| 24 | 9 octobre 2005    | La Paz                  | Bolivie - Brésil | 1-1   | Qualifications pour la Coupe du monde 2006                                 |
| 25 | 10 septembre 2008 | Rio de Janeiro          | Brésil - Bolivie | 0-0   | Qualifications pour la Coupe du monde 2010                                 |
| 26 | 11 octobre 2009   | La Paz                  | Bolivie - Brésil | 2-1   | Qualifications pour la Coupe du monde 2010                                 |
| 27 | 6 avril 2013      | Santa Cruz de la Sierra | Bolivie - Brésil | 0-4   | Match amical                                                               |
| 28 | 6 octobre 2016    | Natal                   | Brésil - Bolivie | 5-0   | Éliminatoires de la Coupe du monde de football 2018 : zone Amérique du Sud |
| 29 | 5 octobre 2017    | La Paz                  | Bolivie - Brésil | 0-0   | Éliminatoires de la Coupe du monde de football 2018 : zone Amérique du Sud |
| 30 | 14 juin 2019      | São Paulo               | Brésil - Bolivie | 3-0   | Copa América 2019 (gr. A)                                                  |
| 31 | 9 octobre 2020    | São Paulo               | Brésil - Bolivie | 5-0   | Éliminatoires de la Coupe du monde de football 2022 : zone Amérique du Sud |
| 32 | 29 mars 2022      | La Paz                  | Bolivie - Brésil | 0-4   | Éliminatoires de la Coupe du monde de football 2022 : zone Amérique du Sud |
| 33 | 8 septembre 2023  | Belém                   | Brésil - Bolivie | 5-1   | Éliminatoires de la Coupe du monde de football 2026 : zone Amérique du Sud |
| 34 | 14 Septembre 2025 | La Paz                  | Bolivie - Brésil |       | Éliminatoires de la Coupe du monde de football 2026 : zone Amérique du Sud |

#### Bilan
Au 21 octobre 2023 :
- Total de matchs disputés : 33
- Victoires de l'équipe du Brésil : 31
- Victoires de l'équipe de Bolivie : 5
- Matchs nuls : 4

### Bulgarie
| Date             | Lieu   | Match              | Score | Compétition  |
| ---------------- | ------ | ------------------ | ----- | ------------ |
| 1er février 1981 | La Paz | Bolivie - Bulgarie | 1-3   | Match amical |

## C

### Cameroun
| Date        | Lieu    | Match              | Score | Compétition  |
| ----------- | ------- | ------------------ | ----- | ------------ |
| 11 mai 1994 | Athènes | Cameroun - Bolivie | 1-1   | Match amical |

### Chili

#### Confrontations
Confrontations entre la Bolivie et le Chili en matchs officiels.
|    | Date              | Lieu                    | Match           | Score | Compétition                                                                |
| -- | ----------------- | ----------------------- | --------------- | ----- | -------------------------------------------------------------------------- |
| 1  | 12 octobre 1926   | Santiago                | Chili - Bolivie | 7-1   | Championnat sud-américain de football de 1926                              |
| 2  | 24 janvier 1945   | Santiago                | Chili - Bolivie | 5-0   | Championnat sud-américain de football de 1945                              |
| 3  | 8 février 1946    | Buenos Aires            | Chili - Bolivie | 4-1   | Championnat sud-américain de football de 1946                              |
| 4  | 31 décembre 1947  | Guayaquil               | Bolivie - Chili | 3-4   | Championnat sud-américain de football de 1947                              |
| 5  | 6 avril 1949      | São Paulo               | Bolivie - Chili | 3-2   | Championnat sud-américain de football de 1949                              |
| 6  | 26 février 1950   | La Paz                  | Bolivie - Chili | 2-0   | Match amical                                                               |
| 7  | 12 mars 1950      | Santiago                | Chili - Bolivie | 5-0   | Match amical                                                               |
| 8  | 28 mars 1953      | Lima                    | Chili - Bolivie | 2-2   | Championnat sud-américain de football de 1953                              |
| 9  | 22 septembre 1957 | Santiago                | Chili - Bolivie | 2-1   | Qualifications pour la Coupe du monde 1958 (zone AmSud - gr. 2)            |
| 10 | 29 septembre 1957 | La Paz                  | Bolivie - Chili | 3-0   | Qualifications pour la Coupe du monde 1958 (zone AmSud - gr. 2)            |
| 11 | 26 mars 1959      | Buenos Aires            | Chili - Bolivie | 5-2   | Championnat sud-américain de football de 1959                              |
| 12 | 1er février 1967  | Montevideo              | Bolivie - Chili | 0-0   | Championnat sud-américain de football de 1967                              |
| 13 | 15 août 1971      | La Paz                  | Bolivie - Chili | 3-4   | Match amical                                                               |
| 14 | 24 juillet 1973   | Santiago                | Chili - Bolivie | 3-0   | Match amical                                                               |
| 15 | 20 juillet 1975   | Oruro                   | Bolivie - Chili | 2-1   | Copa América 1975 (gr. B)                                                  |
| 16 | 13 août 1975      | Santiago                | Chili - Bolivie | 4-0   | Copa América 1975 (gr. B)                                                  |
| 17 | 19 juillet 1983   | La Paz                  | Bolivie - Chili | 1-2   | Match amical                                                               |
| 18 | 24 août 1983      | Arica                   | Chili - Bolivie | 4-2   | Match amical                                                               |
| 19 | 22 juin 1989      | Santa Cruz de la Sierra | Bolivie - Chili | 0-1   | Match amical                                                               |
| 20 | 27 juin 1989      | Santiago                | Chili - Bolivie | 2-1   | Match amical                                                               |
| 21 | 8 juillet 1989    | Goiânia                 | Chili - Bolivie | 5-0   | Copa América 1989 (gr. B)                                                  |
| 22 | 31 mars 1993      | Arica                   | Chili - Bolivie | 2-1   | Match amical                                                               |
| 23 | 21 septembre 1994 | Santiago                | Chili - Bolivie | 1-2   | Match amical                                                               |
| 24 | 14 juillet 1995   | Paysandú                | Bolivie - Chili | 2-2   | Copa América 1995 (gr. C)                                                  |
| 25 | 4 février 1996    | Cochabamba              | Bolivie - Chili | 1-1   | Match amical                                                               |
| 26 | 26 mai 1996       | Santiago                | Chili - Bolivie | 2-0   | Match amical                                                               |
| 27 | 12 février 1997   | La Paz                  | Bolivie - Chili | 1-1   | Qualification pour la Coupe du monde 1998 : zone Amérique du Sud           |
| 28 | 16 novembre 1997  | Santiago                | Chili - Bolivie | 3-0   | Qualification pour la Coupe du monde 1998 : zone Amérique du Sud           |
| 29 | 28 avril 1999     | Cochabamba              | Bolivie - Chili | 1-1   | Match amical                                                               |
| 30 | 20 juin 1999      | Santiago                | Chili - Bolivie | 1-0   | Match amical                                                               |
| 31 | 19 juillet 2000   | La Paz                  | Bolivie - Chili | 1-0   | Qualification pour la Coupe du monde 2002 : zone Amérique du Sud           |
| 32 | 14 août 2001      | Santiago                | Chili - Bolivie | 2-2   | Qualification pour la Coupe du monde 2002 : zone Amérique du Sud           |
| 33 | 30 mars 2004      | La Paz                  | Bolivie - Chili | 0-2   | Qualification pour la Coupe du monde 2006 : zone Amérique du Sud           |
| 34 | 4 juin 2005       | Santiago                | Chili - Bolivie | 3-1   | Qualification pour la Coupe du monde 2006 : zone Amérique du Sud           |
| 35 | 15 juin 2008      | La Paz                  | Bolivie - Chili | 0-2   | Éliminatoires de la Coupe du monde de football 2010 : zone Amérique du Sud |
| 36 | 10 juin 2009      | Santiago                | Chili - Bolivie | 4-0   | Éliminatoires de la Coupe du monde de football 2010 : zone Amérique du Sud |
| 37 | 2 juin 2012       | La Paz                  | Bolivie - Chili | 0-2   | Éliminatoires de la Coupe du monde de football 2014 : zone Amérique du Sud |
| 38 | 16 juin 2013      | Santiago                | Chili - Bolivie | 3-1   | Éliminatoires de la Coupe du monde de football 2014 : zone Amérique du Sud |
| 39 | 14 octobre 2014   | Coquimbo                | Chili - Bolivie | 2-2   | Match amical                                                               |
| 40 | 19 juin 2015      | Santiago                | Chili - Bolivie | 5-0   | Copa América 2015 (gr. A)                                                  |
| 41 | 10 juin 2016      | Foxborough              | Chili - Bolivie | 2-1   | Copa América Centenario (gr. D)                                            |
| 42 | 6 septembre 2016  | Santiago                | Chili - Bolivie | 0-0   | Éliminatoires de la Coupe du monde de football 2018 : zone Amérique du Sud |
| 43 | 5 septembre 2017  | La Paz                  | Bolivie - Chili | 1-0   | Éliminatoires de la Coupe du monde de football 2018 : zone Amérique du Sud |
| 44 | 9 Juin 2021       | Santiago                | Chili - Bolivie | 1-1   | FIFA 2022 QUALIFICATION                                                    |
| 45 | 18 Juin 2021      | Cuiaba                  | Chili - Bolivie | 1-0   | Copa America 2021                                                          |
| 46 | 1 Février 2022    | La Paz                  | Bolivie - Chili | 3-2   | FIFA 2022 QUALIFICATION                                                    |
| 47 | 10 Septembre 2024 | Santiago                | Chili - Bolivie | 1-2   | Éliminatoires FIFA 2026                                                    |
| 48 | 10 Juin 2025      | La Paz                  | Bolivie - Chili | 2-0   | Éliminatoires FIFA 2026                                                    |

#### Bilan
- Total de matchs disputés : 48
- Victoires de la Bolivie : 9
- Victoires du Chili : 30
- Matchs nuls : 8
- Total de buts marqués par la Bolivie : 48
- Total de buts marqués par le Chili : 108

### Colombie

#### Confrontations
Confrontations entre la Bolivie et la Colombie en matchs officiels.
|    | Date              | Lieu           | Match              | Score | Compétition                                                                      |
| 1  | 16 août 1938      | Bogota         | Colombie - Bolivie | 1-2   | Match amical                                                                     |
| 2  | 21 février 1945   | Santiago       | Colombie - Bolivie | 3-3   | Championnat sud-américain de football de 1945                                    |
| 3  | 13 décembre 1947  | Guayaquil      | Colombie - Bolivie | 0-0   | Championnat sud-américain de football de 1947                                    |
| 4  | 6 mai 1949        | Rio de Janeiro | Colombie - Bolivie | 0-4   | Championnat sud-américain de football de 1949                                    |
| 5  | 17 mars 1963      | Cochabamba     | Bolivie - Colombie | 2-1   | Championnat sud-américain de football de 1963                                    |
| 6  | 14 août 1983      | La Paz         | Bolivie - Colombie | 0-1   | Copa América 1983 (gr. C)                                                        |
| 7  | 31 août 1983      | Bogota         | Colombie - Bolivie | 2-2   | Copa América 1983 (gr. C)                                                        |
| 8  | 1er juillet 1987  | Rosario        | Colombie - Bolivie | 2-0   | Copa América 1987 (gr. C)                                                        |
| 9  | 11 juillet 1991   | Viña del Mar   | Bolivie - Colombie | 0-0   | Copa América 1991 (gr. B)                                                        |
| 10 | 20 juin 1993      | Machala        | Bolivie - Colombie | 1-1   | Copa América 1993 (gr. C)                                                        |
| 11 | 20 février 1994   | Miami          | Colombie - Bolivie | 2-0   | Match amical                                                                     |
| 12 | 7 avril 1994      | Villavicencio  | Colombie - Bolivie | 0-1   | Match amical                                                                     |
| 13 | 28 mars 1996      | Medellín       | Colombie - Bolivie | 4-1   | Match amical                                                                     |
| 14 | 18 novembre 1996  | La Paz         | Bolivie - Colombie | 2-2   | Qualification pour la Coupe du monde 1998 : zone Amérique du Sud                 |
| 15 | 21 juin 1997      | La Paz         | Bolivie - Colombie | 2-1   | Copa América 1997 (quart de finale)                                              |
| 16 | 28 août 1997      | Barranquilla   | Colombie - Bolivie | 3-0   | Qualification pour la Coupe du monde 1998 : zone Amérique du Sud                 |
| 17 | 26 avril 2000     | La Paz         | Bolivie - Colombie | 1-1   | Tours préliminaires à la Coupe du monde de football 2002 : zone Amérique du Sud  |
| 18 | 27 mars 2001      | Bogota         | Colombie - Bolivie | 2-0   | Tours préliminaires à la Coupe du monde de football 2002 : zone Amérique du Sud  |
| 19 | 10 septembre 2003 | La Paz         | Bolivie - Colombie | 4-0   | Phase qualificative de la Coupe du monde de football 2006 : zone Amérique du Sud |
| 20 | 9 juillet 2004    | Lima           | Colombie - Bolivie | 1-0   | Copa América 2004 (gr. A)                                                        |
| 21 | 17 novembre 2004  | Barranquilla   | Colombie - Bolivie | 3-0   | Phase qualificative de la Coupe du monde de football 2006 : zone Amérique du Sud |
| 22 | 17 octobre 2007   | La Paz         | Bolivie - Colombie | 0-0   | Éliminatoires de la Coupe du monde de football 2010 : zone Amérique du Sud       |
| 23 | 28 mars 2009      | Bogota         | Colombie - Bolivie | 2-0   | Éliminatoires de la Coupe du monde de football 2010 : zone Amérique du Sud       |
| 24 | 11 août 2010      | La Paz         | Bolivie - Colombie | 1-1   | Match amical                                                                     |
| 25 | 10 juillet 2011   | Santa Fe       | Colombie - Bolivie | 2-0   | Copa América 2011 (gr. A)                                                        |
| 26 | 11 octobre 2011   | La Paz         | Bolivie - Colombie | 1-2   | Éliminatoires de la Coupe du monde de football 2014 : zone Amérique du Sud       |
| 27 | 22 mars 2013      | Barranquilla   | Colombie - Bolivie | 5-0   | Éliminatoires de la Coupe du monde de football 2014 : zone Amérique du Sud       |
| 28 | 24 mars 2016      | La Paz         | Bolivie - Colombie | 2-3   | Éliminatoires de la Coupe du monde de football 2018 : zone Amérique du Sud       |
| 29 | 23 mars 2017      | Barranquilla   | Colombie - Bolivie | 1-0   | Éliminatoires de la Coupe du monde de football 2018 : zone Amérique du Sud       |
| 30 | 2 Septembre 2021  | La Paz         | Bolivie - Colombie | 1-1   | Éliminatoires de la Coupe du monde de football 2022 : zone Amérique du Sud       |
| 31 | 24 mars 2022      | Barranquilla   | Colombie - Bolivie | 3-0   | Éliminatoires de la Coupe du monde de football 2022 : zone Amérique du Sud       |
| 32 | 10 Octobre 2024   | La Paz         | Bolivie - Colombie | 1-0   | FIFA 2026 Qualification                                                          |
| 33 | 8 Septembre 2025  | Barranquilla   | Colombie - Bolivie |       | FIFA 2026 Qualification                                                          |

#### Bilan
- Total de matchs disputés : 32
- Victoires de la Colombie : 17
- Victoires de la Bolivie : 7
- Matchs nuls : 9
- Total de buts marqués par la Colombie : 47
- Total de buts marqués par la Bolivie : 30

### Corée du Nord
| Date            | Lieu   | Match                   | Score | Compétition |
| --------------- | ------ | ----------------------- | ----- | ----------- |
| 19 janvier 1993 | Madras | Corée du Nord - Bolivie | 3-1   | Nehru Cup   |

### Corée du Sud
|   | Date         | Lieu       | Match                  | Score | Compétition                    |
| - | ------------ | ---------- | ---------------------- | ----- | ------------------------------ |
| 1 | 23 juin 1994 | Foxborough | Bolivie - Corée du Sud | 0-0   | Coupe du monde 1994 (Groupe C) |
| 2 | 7 juin 2018  | Innsbruck  | Bolivie - Corée du Sud | 0-0   | Match amical                   |
| 3 | 22 mars 2019 | Ulsan      | Corée du Sud - Bolivie | 1-0   | Match amical                   |

#### Bilan
Au 27 mars 2019
- Total de matchs disputés : 3
- Victoires de la Bolivie : 0
- Matchs nuls : 2
- Victoires de la Corée du Sud : 1
- Total de buts marqués par la Bolivie : 0
- Total de buts marqués par la Corée du Sud : 1

### Costa Rica
| Date             | Lieu                    | Match                | Score | Compétition       |
| ---------------- | ----------------------- | -------------------- | ----- | ----------------- |
| 19 juillet 2001  | Medellin                | Costa Rica - Bolivie | 4-0   | Copa América 2001 |
| 7 juillet 2011   | San Salvador de Jujuy   | Costa Rica - Bolivie | 2-0   | Copa América 2011 |
| 14 novembre 2012 | Santa Cruz de la Sierra | Bolivie - Costa Rica | 1-1   | Match amical      |

### Cuba
| Date            | Lieu   | Match          | Score | Compétition  |
| --------------- | ------ | -------------- | ----- | ------------ |
| 29 février 2012 | La Paz | Bolivie - Cuba | 1-0   | Match amical |

### Curaçao

#### Confrontations
Confrontations entre Curaçao et la Bolivie en matchs officiels.
|   | Date         | Lieu       | Match             | Score | Compétition  |
| - | ------------ | ---------- | ----------------- | ----- | ------------ |
| 1 | 23 mars 2018 | Willemstad | Curaçao - Bolivie | 1-1   | Match amical |
| 2 | 27 mars 2018 | Willemstad | Curaçao - Bolivie | 1-0   | Match amical |

#### Bilan
- Total de matchs disputés : 2
- Victoires de la Bolivie : 0
- Victoires de Curaçao : 1
- Matchs nuls : 1
- Total de buts marqués par la Bolivie : 1
- Total de buts marqués par Curaçao : 2

## E

### Égypte
| Date            | Lieu   | Match            | Score | Compétition                              |
| --------------- | ------ | ---------------- | ----- | ---------------------------------------- |
| 25 juillet 1999 | Mexico | Bolivie - Égypte | 2-2   | Coupe des confédérations 1999 (groupe A) |

### Émirats arabes unis

#### Confrontations
Confrontations entre les Émirats arabes unis et la Bolivie en matchs officiels.
|   | Date             | Lieu  | Match                         | Score | Compétition  |
| - | ---------------- | ----- | ----------------------------- | ----- | ------------ |
| 1 | 16 novembre 2018 | Dubaï | Émirats arabes unis - Bolivie | 0-0   | Match amical |

#### Bilan
Au 30 novembre 2018
- Total de matchs disputés : 1
- Victoires de la Bolivie : 0
- Matchs nuls : 1
- Victoires des Émirats arabes unis : 0
- Total de buts marqués par la Bolivie : 0
- Total de buts marqués par les Émirats arabes unis : 0

### Équateur
|    | Date              | Lieu                    | Match              | Score | Compétition                                                                |
| -- | ----------------- | ----------------------- | ------------------ | ----- | -------------------------------------------------------------------------- |
| 1  | 8 août 1938       | Bogota                  | Équateur - Bolivie | 1-1   | Jeux bolivariens 1938                                                      |
| 2  | 22 août 1938      | Bogota                  | Équateur - Bolivie | 1-2   | Jeux bolivariens 1938                                                      |
| 3  | 11 février 1945   | Santiago                | Équateur - Bolivie | 0-0   | Copa América 1945                                                          |
| 4  | 30 novembre 1947  | Guayaquil               | Équateur - Bolivie | 2-2   | Copa América 1947                                                          |
| 5  | 24 avril 1949     | São Paulo               | Bolivie - Équateur | 2-0   | Copa América 1949                                                          |
| 6  | 8 mars 1953       | Lima                    | Équateur - Bolivie | 1-1   | Copa América 1953                                                          |
| 7  | 10 mars 1963      | La Paz                  | Bolivie - Équateur | 4-4   | Copa América 1963                                                          |
| 8  | 29 avril 1973     | La Paz                  | Bolivie - Équateur | 3-3   | Match amical                                                               |
| 9  | 6 mai 1973        | Quito                   | Équateur - Bolivie | 0-0   | Match amical                                                               |
| 10 | 9 juillet 1975    | Cochabamba              | Bolivie - Équateur | 1-0   | Match amical                                                               |
| 11 | 21 février 1985   | Quito                   | Équateur - Bolivie | 3-0   | Match amical                                                               |
| 12 | 6 juillet 1989    | Goiânia                 | Équateur - Bolivie | 0-0   | Copa América 1989                                                          |
| 13 | 13 juillet 1991   | Viña del Mar            | Équateur - Bolivie | 4-0   | Copa América 1991                                                          |
| 14 | 15 août 1993      | La Paz                  | Bolivie - Équateur | 1-0   | Qualification pour la Coupe du monde 1994                                  |
| 15 | 19 septembre 1993 | Guayaquil               | Équateur - Bolivie | 1-1   | Qualification pour la Coupe du monde 1994                                  |
| 16 | 25 octobre 1995   | Santa Cruz de la Sierra | Bolivie - Équateur | 2-2   | Match amical                                                               |
| 17 | 12 janvier 1997   | La Paz                  | Bolivie - Équateur | 2-0   | Qualification pour la Coupe du monde 1998                                  |
| 18 | 12 octobre 1997   | Guayaquil               | Équateur - Bolivie | 1-0   | Qualification pour la Coupe du monde 1998                                  |
| 19 | 16 août 2000      | Quito                   | Équateur - Bolivie | 2-0   | Qualification pour la Coupe du monde 2002                                  |
| 20 | 6 octobre 2001    | La Paz                  | Bolivie - Équateur | 1-5   | Qualification pour la Coupe du monde 2002                                  |
| 21 | 5 juin 2004       | Quito                   | Équateur - Bolivie | 3-2   | Qualifications pour la Coupe du monde 2006                                 |
| 22 | 3 septembre 2005  | La Paz                  | Bolivie - Équateur | 1-2   | Qualifications pour la Coupe du monde 2006                                 |
| 23 | 22 août 2007      | Quito                   | Équateur - Bolivie | 1-0   | Match amical                                                               |
| 24 | 6 septembre 2008  | Quito,                  | Équateur - Bolivie | 3-1   | Qualifications pour la Coupe du monde 2010                                 |
| 25 | 9 septembre 2009  | La Paz                  | Bolivie - Équateur | 1-3   | Qualifications pour la Coupe du monde 2010                                 |
| 26 | 7 septembre 2012  | Quito                   | Équateur - Bolivie | 1-0   | Éliminatoires de la Coupe du monde de football 2014 : zone Amérique du Sud |
| 27 | 10 septembre 2013 | La Paz                  | Bolivie - Équateur | 1-1   | Éliminatoires de la Coupe du monde de football 2014 : zone Amérique du Sud |
| 28 | 5 septembre 2014  | Fort Lauderdale         | Équateur - Bolivie | 4-0   | Match amical                                                               |
| 29 | 15 juin 2015      | Valparaíso              | Bolivie - Équateur | 3-2   | Copa América 2015 (gr. A)                                                  |
| 30 | 13 octobre 2015   | Quito                   | Équateur - Bolivie | 2-0   | Éliminatoires de la Coupe du monde de football 2018 : zone Amérique du Sud |
| 31 | 11 octobre 2016   | La Paz                  | Bolivie - Équateur | 2-2   | Éliminatoires de la Coupe du monde de football 2018 : zone Amérique du Sud |
| 32 | 10 septembre 2019 | Cuenca                  | Équateur - Bolivie | 3-0   | Match amical                                                               |
| 33 | 12 novembre 2020  | La Paz                  | Bolivia - Équateur | 2-3   | Éliminatoires de la Coupe du monde de football 2022 : zone Amérique du Sud |
| 34 | 8 Octobre 2021    | Cuenca                  | Équateur - Bolivie | 3-0   | Éliminatoires de la Coupe du monde de football 2022 : zone Amérique du Sud |
| 35 | 12 Octobre 2023   | La Paz                  | Bolivia - Équateur | 1-2   | FIFA 26 Q                                                                  |
| 36 | 14 Novembre 2024  | Cuenca                  | Équateur - Bolivie |       | FIFA 26 Q                                                                  |

#### Bilan
- Total de matchs disputés : 35
- Victoires de l'Équateur : 21
- Victoires de la Bolivie : 8
- Matchs nuls : 12
- Total de buts marqués par l'Équateur : 65
- Total de buts marqués par la Bolivie : 37

### Espagne
| Date         | Lieu    | Match             | Score | Compétition                           |
| ------------ | ------- | ----------------- | ----- | ------------------------------------- |
| 27 juin 1994 | Chicago | Espagne - Bolivie | 3-1   | Coupe du monde 1994 (match de groupe) |
| 30 mai 2014  | Séville | Espagne - Bolivie | 2-0   | Match amical                          |

### États-Unis
|   | Date            | Lieu                    | Match                | Score | Compétition              |
| - | --------------- | ----------------------- | -------------------- | ----- | ------------------------ |
| 1 | 23 mai 1993     | Fullerton               | États-Unis - Bolivie | 0-0   | Match amical             |
| 2 | 18 février 1994 | Miami                   | États-Unis - Bolivie | 1-1   | Joe Robbie Cup           |
| 3 | 26 mars 1994    | Dallas                  | États-Unis - Bolivie | 2-2   | Match amical             |
| 4 | 11 juillet 1995 | Paysandú                | Bolivie - États-Unis | 1-0   | Copa América 1995        |
| 5 | 12 juin 1996    | Washington              | États-Unis - Bolivie | 0-2   | US Cup 1996              |
| 6 | 24 janvier 1999 | Santa Cruz de la Sierra | Bolivie - États-Unis | 0-0   | Match amical             |
| 7 | 26 mai 2016     | Kansas City             | États-Unis - Bolivie | 4-0   | Match amical             |
| 8 | 28 mai 2018     | Chester                 | États-Unis - Bolivie | 3-0   | Match amical             |
| 9 | 23 juin 2024    | Texas                   | États-Unis - Bolivie | 2-0   | Copa América 24(Group C) |

#### Bilan
- Total de matchs disputés : 9
- Victoires des États-Unis :3
- Victoires de la Bolivie : 2
- Matchs nuls : 4
- Total de buts marqués par les États-Unis  12
- Total de buts marqués par la Bolivie : 6

## F

### France

#### Confrontations
Confrontations entre la France et la Bolivie en matchs officiels :
| Date        | Lieu   | Match            | Score | Compétition  |
| ----------- | ------ | ---------------- | ----- | ------------ |
| 2 juin 2019 | Nantes | France - Bolivie | 2-0   | Match amical |

#### Bilan
Au 14 juin 2019 :
- Total de matchs disputés : 1
- Victoires de la Bolivie : 0
- Matchs nuls : 0
- Victoires de la France : 1
- Total de buts marqués par la Bolivie : 0
- Total de buts marqués par la France : 2

### Finlande
| Date             | Lieu                    | Match              | Score | Compétition  |
| ---------------- | ----------------------- | ------------------ | ----- | ------------ |
| 30 novembre 1980 | La Paz                  | Bolivie - Finlande | 3-0   | Match amical |
| 4 décembre 1980  | Santa Cruz de la Sierra | Bolivie - Finlande | 2-2   | Match amical |

## G

### Grèce
| Date        | Lieu     | Match           | Score | Compétition  |
| ----------- | -------- | --------------- | ----- | ------------ |
| 13 mai 1994 | Le Pirée | Grèce - Bolivie | 0-0   | Match amical |
| 6 juin 2014 | Harrison | Grèce - Bolivie | 2-1   | Match amical |

### Guatemala

#### Confrontations
Confrontations entre le Guatemala et la Bolivie en matchs officiels :
|   | Date             | Lieu        | Match               | Score | Compétition  |
| - | ---------------- | ----------- | ------------------- | ----- | ------------ |
| 1 | 5 mars 1999      | Guatemala   | Guatemala - Bolivie | 0-3   | Match amical |
| 2 | 13 mars 1999     | San Diego   | Bolivie - Guatemala | 1-2   | US Cup 1999  |
| 3 | 13 novembre 2004 | Washington  | Guatemala - Bolivie | 1-0   | Match amical |
| 4 | 6 août 2008      | Washington  | Guatemala - Bolivie | 3-0   | Match amical |
| 5 | 28 mars 2011     | Mazatenango | Guatemala - Bolivie | 1-1   | Match amical |

#### Bilan
Au 15 août 2018 :
- Total de matchs disputés : 5
- Victoires de la Bolivie : 1
- Matchs nuls : 1
- Victoires du Guatemala : 3
- Total de buts marqués par la Bolivie : 5
- Total de buts marqués par le Guatemala : 7

### Guyana
Confrontations entre le Guyana et la Bolivie en matchs officiels :
|   | Date         | Lieu   | Match            | Score | Compétition  |
| - | ------------ | ------ | ---------------- | ----- | ------------ |
| 1 | 15 août 2012 | La Paz | Bolivie - Guyana | 2-0   | Match amical |

#### Bilan
Au 18 août 2018 :
- Total de matchs disputés : 1
- Victoires de la Bolivie : 1
- Matchs nuls : 0
- Victoires du Guyana : 0
- Total de buts marqués par la Bolivie : 2
- Total de buts marqués par le Guyana : 0

## H

### Haïti

#### Confrontations
Confrontations entre la Bolivie et Haïti en matchs officiels :
|   | Date            | Lieu                    | Match           | Score | Compétition  |
| - | --------------- | ----------------------- | --------------- | ----- | ------------ |
| 1 | 5 mars 2000     | La Paz                  | Bolivie - Haïti | 9-2   | Match amical |
| 2 | 6 février 2013  | Santa Cruz de la Sierra | Bolivie - Haïti | 1-1   | Match amical |
| 3 | 15 octobre 2019 | Santa Cruz de la Sierra | Bolivie - Haïti | 3-1   | Match amical |

#### Bilan
Au 3 novembre 2019 :
- Total de matchs disputés : 3
- Victoires de la Bolivie : 2
- Matchs nuls : 1
- Victoires d'Haïti : 0
- Total de buts marqués par la Bolivie : 13
- Total de buts marqués par Haïti : 4

### Honduras
Confrontations entre le Honduras et la Bolivie en matchs officiels :
|   | Date            | Lieu           | Match              | Score | Compétition               |
| - | --------------- | -------------- | ------------------ | ----- | ------------------------- |
| 1 | 29 janvier 1993 | Cochabamba     | Bolivie - Honduras | 3-1   | Match amical              |
| 2 | 14 mars 1993    | San Pedro Sula | Honduras - Bolivie | 0-0   | Match amical              |
| 3 | 16 mars 1993    | Tegucigalpa    | Honduras - Bolivie | 0-0   | Match amical              |
| 4 | 16 juillet 2001 | Medellín       | Honduras - Bolivie | 2-0   | Copa América 2001 (gr. C) |
| 5 | 11 octobre 2003 | Washington     | Honduras - Bolivie | 1-0   | Match amical              |

#### Bilan
Au 22 août 2018 :
- Total de matchs disputés : 5
- Victoires de la Bolivie : 2
- Matchs nuls : 2
- Victoires du Honduras : 1
- Total de buts marqués par la Bolivie : 4
- Total de buts marqués par le Honduras : 3

### Hongrie
| Date             | Lieu     | Match             | Score | Compétition                               |
| ---------------- | -------- | ----------------- | ----- | ----------------------------------------- |
| 29 octobre 1977  | Budapest | Hongrie - Bolivie | 6-0   | Qualification pour la Coupe du monde 1978 |
| 30 novembre 1977 | La Paz   | Bolivie - Hongrie | 2-3   | Qualification pour la Coupe du monde 1978 |

## I

### Irak

#### Confrontations
Confrontations entre l'Irak et la Bolivie en matchs officiels.
|   | Date             | Lieu   | Match          | Score | Compétition  |
| - | ---------------- | ------ | -------------- | ----- | ------------ |
| 1 | 20 novembre 2018 | Al-Aïn | Irak - Bolivie | 0-0   | Match amical |

#### Bilan
Au 30 novembre 2018
- Total de matchs disputés : 1
- Victoires de la Bolivie : 0
- Matchs nuls : 1
- Victoires de l'Irak : 0
- Total de buts marqués par la Bolivie : 0
- Total de buts marqués par l'Irak : 0

### Iran

#### Confrontations
Confrontations entre l'Iran et la Bolivie en matchs officiels.
|   | Date            | Lieu    | Match          | Score | Compétition  |
| - | --------------- | ------- | -------------- | ----- | ------------ |
| 1 | 16 octobre 2018 | Téhéran | Iran - Bolivie | 2-1   | Match amical |

#### Bilan
- Total de matchs disputés : 1
- Victoires de la Bolivie : 0
- Matchs nuls : 0
- Victoires de l'Iran : 1
- Total de buts marqués par la Bolivie : 1
- Total de buts marqués par l'Iran : 2

### Irlande
| Date         | Lieu            | Match             | Score | Compétition  |
| ------------ | --------------- | ----------------- | ----- | ------------ |
| 24 mai 1994  | Dublin          | Irlande - Bolivie | 1-0   | Match amical |
| 15 juin 1996 | East Rutherford | Irlande - Bolivie | 3-0   | US Cup 1996  |
| 26 mai 2007  | Foxborough      | Irlande - Bolivie | 1-1   | Match amical |

### Islande
| Date        | Lieu      | Match             | Score | Compétition  |
| ----------- | --------- | ----------------- | ----- | ------------ |
| 19 mai 1994 | Reykjavik | Islande - Bolivie | 1-0   | Match amical |

## J

### Jamaïque
| Date            | Lieu      | Match              | Score | Compétition    |
| --------------- | --------- | ------------------ | ----- | -------------- |
| 23 mars 1997    | Oruro     | Bolivie - Jamaïque | 6-0   | Match amical   |
| 3 mars 1999     | Guatemala | Bolivie - Jamaïque | 0-0   | Tournoi amical |
| 26 janvier 2001 | Miami     | Jamaïque - Bolivie | 3-0   | Match amical   |

### Japon
| Date           | Lieu                 | Match           | Score | Compétition       |
| -------------- | -------------------- | --------------- | ----- | ----------------- |
| 5 juillet 1999 | Pedro Juan Caballero | Japon - Bolivie | 1-1   | Copa América 1999 |
| 18 juin 2000   | Yokohama             | Japon - Bolivie | 2-0   | Coupe Kirin 2000  |
| 26 mars 2019   | Kobe                 | Japon - Bolivie | 1-0   | Match amical      |

#### Bilan
Au 27 mars 2019
- Total de matchs disputés : 3
- Victoires de la Bolivie : 0
- Matchs nuls : 1
- Victoires du Japon : 2
- Total de buts marqués par la Bolivie : 1
- Total de buts marqués par le Japon : 4

## M

### Mexique
|    | Date              | Lieu          | Match             | Score | Compétition                              |
| -- | ----------------- | ------------- | ----------------- | ----- | ---------------------------------------- |
| 1  | 23 juin 1993      | Portoviejo    | Mexique - Bolivie | 0-0   | Copa América 1993                        |
| 2  | 8 juin 1996       | Dallas        | Mexique - Bolivie | 1-0   | US Cup 1996                              |
| 3  | 25 juin 1997      | La Paz        | Bolivie - Mexique | 3-1   | Copa América 1997 (Demi-finale)          |
| 4  | 11 mars 1999      | Los Angeles   | Bolivie - Mexique | 1-2   | US Cup 1999                              |
| 5  | 29 juillet 1999   | Mexico        | Mexique - Bolivie | 1-0   | Coupe des confédérations 1999 (Groupe A) |
| 6  | 27 septembre 2000 | San Diego     | Mexique - Bolivie | 1-0   | Match amical                             |
| 7  | 16 mai 2002       | San Francisco | Mexique - Bolivie | 1-0   | Match amical                             |
| 8  | 19 mars 2003      | Dallas        | Mexique - Bolivie | 2-0   | Match amical                             |
| 9  | 11 mars 2009      | Commerce City | Mexique - Bolivie | 5-1   | Match amical                             |
| 10 | 24 février 2010   | San Francisco | Mexique - Bolivie | 5-0   | Match amical                             |
| 11 | 9 septembre 2014  | Commerce City | Mexique - Bolivie | 1-0   | Match amical                             |
| 12 | 12 juin 2015      | Viña del Mar  | Mexique - Bolivie | 0-0   | Copa América 2015 (gr. A)                |

#### Bilan
- Total de matchs disputés : 12
- Victoires du Mexique : 9
- Victoires de la Bolivie : 1
- Matchs nuls : 2
- Total de buts marqués par le Mexique : 20
- Total de buts marqués par la Bolivie : 5

## N

### Nicaragua
Confrontations entre le Nicaragua et la Bolivie :
|   | Date        | Lieu         | Match               | Score | Compétition  |
| - | ----------- | ------------ | ------------------- | ----- | ------------ |
| 1 | 2 juin 2017 | Managua      | Nicaragua - Bolivie | 0-1   | Match amical |
| 2 | 7 juin 2017 | Yacuiba      | Bolivie - Nicaragua | 3-2   | Match amical |
| 3 | 3 mars 2019 | Villa Tunari | Bolivie - Nicaragua | 2-2   | Match amical |

#### Bilan
Au 27 mars 2019
- Total de matchs disputés : 3
- Victoires du Nicaragua : 0
- Victoires de la Bolivie : 2
- Matchs nuls : 1
- Total de buts marqués par le Nicaragua : 4
- Total de buts marqués par la Bolivie : 6

## P

### Panama
| Date             | Lieu                    | Match            | Score | Compétition                     |
| ---------------- | ----------------------- | ---------------- | ----- | ------------------------------- |
| 31 août 2003     | La Paz                  | Bolivie - Panama | 3-0   | Match amical                    |
| 20 août 2008     | Santa Cruz de la Sierra | Bolivie - Panama | 1-0   | Match amical                    |
| 25 mars 2011     | Panama                  | Panama - Bolivie | 2-0   | Match amical                    |
| 10 août 2011     | Santa Cruz de la Sierra | Bolivie - Panama | 1-3   | Match amical                    |
| 6 juin 2016      | Orlando                 | Panama - Bolivie | 2-1   | Copa América Centenario (gr. D) |
| 1er juillet 2024 | Orlando                 | Bolivie - Panama | 1-3   | Copa América 2024 (gr. C)       |

#### Bilan
- Total de matchs disputés : 6
- Victoires du Panama : 4
- Victoires de la Bolivie : 2
- Matchs nuls : 0
- Total de buts marqués par le Panama : 10
- Total de buts marqués par la Bolivie : 7

### Paraguay

#### Confrontations
Confrontations entre le Paraguay et la Bolivie en matchs officiels.
|    | Date              | Lieu                    | Match              | Score           | Compétition                                                                |
| -- | ----------------- | ----------------------- | ------------------ | --------------- | -------------------------------------------------------------------------- |
| 1  | 23 octobre 1926   | Santiago                | Paraguay - Bolivie | 6-1             | Championnat sud-américain de football de 1926                              |
| 2  | 26 janvier 1946   | Buenos Aires            | Paraguay - Bolivie | 4-2             | Championnat sud-américain de football de 1946                              |
| 3  | 18 décembre 1947  | Guayaquil               | Paraguay - Bolivie | 3-1             | Championnat sud-américain de football de 1947                              |
| 4  | 30 avril 1949     | Rio de Janeiro          | Paraguay - Bolivie | 7-0             | Championnat sud-américain de football de 1949                              |
| 5  | 16 mars 1953      | Lima                    | Paraguay - Bolivie | 2-1             | Championnat sud-américain de football de 1953                              |
| 6  | 6 juin 1957       | Asuncion                | Paraguay - Bolivie | 5-2             | Match amical                                                               |
| 7  | 13 juin 1957      | Asuncion                | Paraguay - Bolivie | 0-1             | Match amical                                                               |
| 8  | 18 août 1957      | La Paz                  | Bolivie - Paraguay | 3-3             | Match amical                                                               |
| 9  | 21 août 1957      | La Paz                  | Bolivie - Paraguay | 2-1             | Match amical                                                               |
| 10 | 15 mars 1959      | Buenos Aires            | Paraguay - Bolivie | 5-0             | Championnat sud-américain de football de 1959 (Argentine)                  |
| 11 | 10 août 1962      | Cochabamba              | Bolivie - Paraguay | 3-1             | Match amical                                                               |
| 12 | 12 août 1962      | La Paz                  | Bolivie - Paraguay | 3-2             | Match amical                                                               |
| 13 | 17 février 1963   | Asuncion                | Paraguay - Bolivie | 3-0             | Match amical                                                               |
| 14 | 19 février 1963   | Asuncion                | Paraguay - Bolivie | 5-1             | Match amical                                                               |
| 15 | 24 mars 1963      | Cochabamba              | Bolivie - Paraguay | 2-0             | Championnat sud-américain de football de 1963                              |
| 16 | 25 juillet 1965   | Asuncion                | Paraguay - Bolivie | 2-0             | Qualifications pour la Coupe du monde 1966 (zone AmSud - gr. 3)            |
| 17 | 22 août 1965      | La Paz                  | Bolivie - Paraguay | 2-1             | Qualifications pour la Coupe du monde 1966 (zone AmSud - gr. 3)            |
| 18 | 25 janvier 1967   | Montevideo              | Paraguay - Bolivie | 1-0             | Championnat sud-américain de football de 1967                              |
| 19 | 25 juin 1972      | Manaus                  | Paraguay - Bolivie | 6-1             | Coupe de l'Indépendance (gr. 3)                                            |
| 20 | 31 mars 1973      | La Paz                  | Bolivie - Paraguay | 1-1             | Match amical                                                               |
| 21 | 2 septembre 1973  | La Paz                  | Bolivie - Paraguay | 1-2             | Qualifications pour la Coupe du monde 1974 (zone AmSud - gr. 2)            |
| 22 | 30 septembre 1973 | Asuncion                | Paraguay - Bolivie | 4-0             | Qualifications pour la Coupe du monde 1974 (zone AmSud - gr. 2)            |
| 23 | 7 juillet 1975    | Cochabamba              | Bolivie - Paraguay | 1-2             | Match amical                                                               |
| 24 | 6 février 1977    | La Paz                  | Bolivie - Paraguay | 0-1             | Match amical                                                               |
| 25 | 9 février 1977    | La Paz                  | Bolivie - Paraguay | 2-2             | Match amical                                                               |
| 26 | 10 juillet 1979   | La Paz                  | Bolivie - Paraguay | 3-1             | Match amical                                                               |
| 27 | 12 juillet 1979   | Cochabamba              | Bolivie - Paraguay | 1-1             | Match amical                                                               |
| 28 | 1er août 1979     | Asuncion                | Paraguay - Bolivie | 2-0             | Match amical                                                               |
| 29 | 26 août 1980      | La Paz                  | Bolivie - Paraguay | 1-1             | Match amical                                                               |
| 30 | 28 août 1980      | Santa Cruz de la Sierra | Bolivie - Paraguay | 1-3             | Match amical                                                               |
| 31 | 18 septembre 1980 | Asuncion                | Paraguay - Bolivie | 2-1             | Match amical                                                               |
| 32 | 3 août 1983       | La Paz                  | Bolivie - Paraguay | 2-1             | Match amical                                                               |
| 33 | 5 août 1983       | Santa Cruz de la Sierra | Bolivie - Paraguay | 1-3             | Match amical                                                               |
| 34 | 26 mai 1985       | Santa Cruz de la Sierra | Bolivie - Paraguay | 1-1             | Qualifications pour la Coupe du monde 1986 (zone AmSud - gr. 3)            |
| 35 | 9 juin 1985       | Asuncion                | Paraguay - Bolivie | 3-0             | Qualifications pour la Coupe du monde 1986 (zone AmSud - gr. 3)            |
| 36 | 14 juin 1987      | Santa Cruz de la Sierra | Bolivie - Paraguay | 0-2             | Match amical                                                               |
| 37 | 28 juin 1987      | Rosario                 | Bolivie - Paraguay | 0-0             | Copa América 1987 (gr. C)                                                  |
| 38 | 25 mai 1989       | Cochabamba              | Bolivie - Paraguay | 3-2             | Match amical                                                               |
| 39 | 1er juin 1989     | Asuncion                | Paraguay - Bolivie | 2-0             | Match amical                                                               |
| 40 | 14 juin 1991      | Santa Cruz de la Sierra | Bolivie - Paraguay | 0-1             | Match amical                                                               |
| 41 | 16 juin 1991      | Asuncion                | Paraguay - Bolivie | 0-0             | Match amical                                                               |
| 42 | 3 mars 1993       | Asuncion                | Paraguay - Bolivie | 1-0             | Match amical                                                               |
| 43 | 27 mai 1993       | Cochabamba              | Bolivie - Paraguay | 2-1             | Match amical                                                               |
| 44 | 14 mai 1995       | Cochabamba              | Bolivie - Paraguay | 1-1             | Match amical                                                               |
| 45 | 9 juin 1995       | Asuncion                | Paraguay - Bolivie | 0-0 (tab : 4-3) | Match amical                                                               |
| 46 | 14 février 1996   | Sucre                   | Bolivie - Paraguay | 4-1             | Match amical                                                               |
| 47 | 26 juillet 1996   | Asuncion                | Paraguay - Bolivie | 2-0             | Match amical                                                               |
| 48 | 15 décembre 1996  | La Paz                  | Bolivie - Paraguay | 0-0             | Qualification pour la Coupe du monde 1998 : zone Amérique du Sud           |
| 49 | 10 septembre 1997 | Asuncion                | Paraguay - Bolivie | 2-1             | Qualification pour la Coupe du monde 1998 : zone Amérique du Sud           |
| 50 | 7 mars 1999       | Guatemala               | Paraguay - Bolivie | 3-0             | Tournoi amical                                                             |
| 51 | 29 juin 1999      | Asuncion                | Paraguay - Bolivie | 0-0             | Copa América 1999 (gr. A)                                                  |
| 52 | 3 novembre 1999   | Asuncion                | Paraguay - Bolivie | 0-0             | Match amical                                                               |
| 53 | 27 juillet 2000   | La Paz                  | Bolivie - Paraguay | 0-0             | Qualification pour la Coupe du monde 2002 : zone Amérique du Sud           |
| 54 | 5 septembre 2001  | Asuncion                | Paraguay - Bolivie | 5-1             | Qualification pour la Coupe du monde 2002 : zone Amérique du Sud           |
| 55 | 13 février 2002   | Ciudad del Este         | Paraguay - Bolivie | 2-2             | Match amical                                                               |
| 56 | 1er juin 2004     | La Paz                  | Bolivie - Paraguay | 2-1             | Qualification pour la Coupe du monde 2006 : zone Amérique du Sud           |
| 57 | 8 juin 2005       | Asuncion                | Paraguay - Bolivie | 4-1             | Qualification pour la Coupe du monde 2006 : zone Amérique du Sud           |
| 58 | 19 juin 2007      | Santa Cruz de la Sierra | Bolivie - Paraguay | 0-0             | Match amical                                                               |
| 59 | 18 juin 2008      | La Paz                  | Bolivie - Paraguay | 4-2             | Éliminatoires de la Coupe du monde de football 2010 : zone Amérique du Sud |
| 60 | 5 septembre 2009  | Asuncion                | Paraguay - Bolivie | 1-0             | Éliminatoires de la Coupe du monde de football 2010 : zone Amérique du Sud |
| 61 | 4 juin 2011       | Santa Cruz de la Sierra | Bolivie - Paraguay | 0-2             | Match amical                                                               |
| 62 | 7 juin 2011       | Luque                   | Paraguay - Bolivie | 0-0             | Match amical                                                               |
| 63 | 9 juin 2012       | La Paz                  | Bolivie - Paraguay | 3-1             | Éliminatoires de la Coupe du monde de football 2014 : zone Amérique du Sud |
| 64 | 6 septembre 2013  | Asuncion                | Paraguay - Bolivie | 4-0             | Éliminatoires de la Coupe du monde de football 2014 : zone Amérique du Sud |
| 65 | 17 novembre 2015  | Asuncion                | Paraguay - Bolivie | 2-1             | Éliminatoires de la Coupe du monde de football 2018 : zone Amérique du Sud |
| 66 | 15 novembre 2016  | La Paz                  | Bolivie - Paraguay | 1-0             | Éliminatoires de la Coupe du monde de football 2018 : zone Amérique du Sud |
| 67 | 17 novembre 2020  | Asuncion                | Bolivie - Paraguay | 2-2             | Éliminatoires de la Coupe du monde de football 2022 : zone Amérique du Sud |
| 68 | 14 octobre 2021   | La Paz                  | Bolivie - Paraguay | 4-0             | Éliminatoires de la Coupe du monde de football 2022 : zone Amérique du Sud |
| 69 | 17 Octobre 2023   | Asuncion                | Paraguay - Bolivie | 1-0             | FIFA 2026 Q                                                                |
| 70 | 19 Novembre 2024  | La Paz                  |                    |                 | FIFA 2026 Q                                                                |

#### Bilan
- Total de matchs disputés : 69
- Victoires de la Bolivie : 21
- Victoires du Paraguay : 37
- Matchs nuls : 18
- Total de buts marqués par la Bolivie : 77
- Total de buts marqués par le Paraguay : 132

### Pérou

#### Confrontations
Confrontations entre le Pérou et la Bolivie en matchs officiels.
|    | Date               | Lieu                    | Match           | Score | Compétition                                                                |
| -- | ------------------ | ----------------------- | --------------- | ----- | -------------------------------------------------------------------------- |
| 1  | 13 novembre 1927   | Lima                    | Pérou - Bolivie | 3-2   | Championnat sud-américain de football de 1927                              |
| 2  | 13 août 1938       | Bogota                  | Pérou - Bolivie | 3-0   | Jeux bolivariens 1938                                                      |
| 3  | 27 décembre 1947   | Guayaquil               | Pérou - Bolivie | 2-0   | Championnat sud-américain de football de 1947                              |
| 4  | 27 avril 1949      | Santos                  | Pérou - Bolivie | 3-0   | Championnat sud-américain de football de 1949                              |
| 5  | 22 février 1953    | Lima                    | Pérou - Bolivie | 0-1   | Championnat sud-américain de football de 1953                              |
| 6  | 29 mars 1959       | Buenos Aires            | Pérou - Bolivie | 0-0   | Championnat sud-américain de football de 1959 (Argentine)                  |
| 7  | 21 mars 1963       | La Paz                  | Bolivie - Pérou | 3-2   | Championnat sud-américain de football de 1963                              |
| 8  | 10 août 1969       | La Paz                  | Bolivie - Pérou | 2-1   | Qualifications pour la Coupe du monde 1970 (zone AmSud - gr. 2)            |
| 9  | 17 août 1969       | Lima                    | Pérou - Bolivie | 3-0   | Qualifications pour la Coupe du monde 1970 (zone AmSud - gr. 2)            |
| 10 | 11 juin 1972       | Curitiba                | Pérou - Bolivie | 3-0   | Coupe de l'Indépendance (gr. 3)                                            |
| 11 | 24 mars 1973       | Lima                    | Pérou - Bolivie | 2-0   | Match amical                                                               |
| 12 | 15 juillet 1973    | La Paz                  | Bolivie - Pérou | 2-0   | Match amical                                                               |
| 13 | 27 juillet 1975    | Oruro                   | Bolivie - Pérou | 0-1   | Copa América 1975 (gr. B)                                                  |
| 14 | 7 août 1975        | Lima                    | Pérou - Bolivie | 3-1   | Copa América 1975 (gr. B)                                                  |
| 15 | 17 juillet 1977    | Cali                    | Pérou - Bolivie | 5-0   | Qualifications pour la Coupe du monde 1978 (zone AmSud - tour final)       |
| 16 | 21 août 1983       | La Paz                  | Bolivie - Pérou | 1-1   | Copa América 1983 (gr. C)                                                  |
| 17 | 4 septembre 1983   | Lima                    | Pérou - Bolivie | 2-1   | Copa América 1983 (gr. C)                                                  |
| 18 | 17 février 1985    | Lima                    | Pérou - Bolivie | 3-0   | Match amical                                                               |
| 19 | 1er mai 1985       | Santa Cruz de la Sierra | Bolivie - Pérou | 0-0   | Match amical                                                               |
| 20 | 20 août 1989       | La Paz                  | Bolivie - Pérou | 2-1   | Qualification pour la Coupe du monde 1990 (zone AmSud - gr. 1)             |
| 21 | 10 septembre 1989  | Lima                    | Pérou - Bolivie | 1-2   | Qualification pour la Coupe du monde 1990 (zone AmSud - gr. 1)             |
| 22 | 6 juin 1993        | Lima                    | Pérou - Bolivie | 1-0   | Match amical                                                               |
| 23 | 8 juin 1994        | Santa Cruz de la Sierra | Bolivie - Pérou | 0-0   | Match amical                                                               |
| 24 | 1er juillet 1995   | Lima                    | Pérou - Bolivie | 4-1   | Match amical                                                               |
| 25 | 11 février 1996    | Lima                    | Pérou - Bolivie | 1-3   | Match amical                                                               |
| 26 | 7 mars 1996        | Santa Cruz de la Sierra | Bolivie - Pérou | 2-0   | Match amical                                                               |
| 27 | 1er septembre 1996 | La Paz                  | Bolivie - Pérou | 0-0   | Qualification pour la Coupe du monde 1998 : zone Amérique du Sud           |
| 28 | 15 juin 1997       | La Paz                  | Bolivie - Pérou | 2-0   | Copa América 1997 (gr. A)                                                  |
| 29 | 6 juillet 1997     | Lima                    | Pérou - Bolivie | 2-1   | Qualification pour la Coupe du monde 1998 : zone Amérique du Sud           |
| 30 | 2 juillet 1999     | Asuncion                | Pérou - Bolivie | 1-0   | Copa América 1999 (gr. A)                                                  |
| 31 | 8 octobre 2000     | La Paz                  | Bolivie - Pérou | 1-0   | Qualification pour la Coupe du monde 2002 : zone Amérique du Sud           |
| 32 | 14 novembre 2001   | Lima                    | Pérou - Bolivie | 1-1   | Qualification pour la Coupe du monde 2002 : zone Amérique du Sud           |
| 33 | 6 juillet 2004     | Lima                    | Pérou - Bolivie | 2-2   | Copa América 2004 (gr. A)                                                  |
| 34 | 9 octobre 2004     | La Paz                  | Bolivie - Pérou | 1-0   | Qualification pour la Coupe du monde 2006 : zone Amérique du Sud           |
| 35 | 12 octobre 2005    | Tacna                   | Pérou - Bolivie | 4-1   | Qualification pour la Coupe du monde 2006 : zone Amérique du Sud           |
| 36 | 3 juillet 2007     | Mérida                  | Pérou - Bolivie | 2-2   | Copa América 2007 (gr. A)                                                  |
| 37 | 12 septembre 2007  | Lima                    | Pérou - Bolivie | 2-0   | Match amical                                                               |
| 38 | 6 février 2008     | La Paz                  | Bolivie - Pérou | 2-1   | Match amical                                                               |
| 39 | 11 octobre 2008    | La Paz                  | Bolivie - Pérou | 3-0   | Éliminatoires de la Coupe du monde de football 2010 : zone Amérique du Sud |
| 40 | 14 octobre 2009    | Lima                    | Pérou - Bolivie | 1-0   | Éliminatoires de la Coupe du monde de football 2010 : zone Amérique du Sud |
| 41 | 2 septembre 2011   | Lima                    | Pérou - Bolivie | 2-2   | Match amical                                                               |
| 42 | 5 septembre 2011   | La Paz                  | Bolivie - Pérou | 0-0   | Match amical                                                               |
| 43 | 12 octobre 2012    | La Paz                  | Bolivie - Pérou | 1-1   | Éliminatoires de la Coupe du monde de football 2014 : zone Amérique du Sud |
| 44 | 15 octobre 2013    | Lima                    | Pérou - Bolivie | 1-1   | Éliminatoires de la Coupe du monde de football 2014 : zone Amérique du Sud |
| 45 | 25 juin 2015       | Temuco                  | Pérou - Bolivie | 3-1   | Copa América 2015 (quart de finale)                                        |
| 46 | 1er septembre 2016 | La Paz                  | Bolivie - Pérou | 2-0   | Éliminatoires de la Coupe du monde de football 2018 : zone Amérique du Sud |
| 47 | 31 août 2017       | Lima                    | Pérou - Bolivie | 2-1   | Éliminatoires de la Coupe du monde de football 2018 : zone Amérique du Sud |
| 48 | 18 juin 2019       | Rio de Janeiro          | Bolivie - Pérou | 1-3   | Copa América 2019 (gr. A)                                                  |
| 49 | 11 novembre 2021   | Lima                    | Pérou - Bolivie | 3-0   | Éliminatoires de la Coupe du monde de football 2022 : zone Amérique du Sud |
| 50 | 16 Novembre 2023   | La Paz                  | Bolivie - Pérou | 2-0   | FIFA 26 Q                                                                  |
| 51 | 20 Mars 2025       | Lima                    | Pérou - Bolivie |       | FIFA 26 Q                                                                  |

#### Bilan
- Total de matchs disputés : 50
- Victoires du Pérou : 25
- Victoires de la Bolivie : 15
- Matchs nuls : 12
- Total de buts marqués par le Pérou : 76
- Total de buts marqués par la Bolivie : 50

### Pologne
| Date           | Lieu       | Match             | Score | Compétition  |
| -------------- | ---------- | ----------------- | ----- | ------------ |
| 12 juin 1977   | La Paz     | Bolivie - Pologne | 1-2   | Match amical |
| 2 juillet 1980 | Santa Cruz | Bolivie - Pologne | 0-1   | Match amical |

### Portugal
| Date         | Lieu     | Match              | Score | Compétition  |
| ------------ | -------- | ------------------ | ----- | ------------ |
| 10 juin 2003 | Lisbonne | Portugal - Bolivie | 4-0   | Match amical |

## R

### Roumanie
| Date          | Lieu     | Match              | Score | Compétition  |
| ------------- | -------- | ------------------ | ----- | ------------ |
| 20 avril 1994 | Bucarest | Roumanie - Bolivie | 3-0   | Match amical |

### Russie
| Date            | Lieu   | Match            | Score | Compétition |
| --------------- | ------ | ---------------- | ----- | ----------- |
| 25 janvier 1993 | Madras | Bolivie - Russie | 1-2   | Nehru Cup   |

## S

### Salvador
| Date             | Lieu         | Match              | Score | Compétition  |
| ---------------- | ------------ | ------------------ | ----- | ------------ |
| 12 mars 1993     | San Salvador | Salvador - Bolivie | 2-2   | Match amical |
| 5 mai 1996       | Washington   | Salvador - Bolivie | 1-1   | Match amical |
| 15 novembre 2006 | La Paz       | Bolivie - Salvador | 5-1   | Match amical |
| 22 octobre 2008  | Washington   | Salvador - Bolivie | 2-0   | Match amical |

### Sénégal
| Date              | Lieu           | Match             | Score | Compétition  |
| ----------------- | -------------- | ----------------- | ----- | ------------ |
| 27 mars 2002      | Dakar          | Sénégal - Bolivie | 2-1   | Match amical |
| 24 septembre 2022 | Orléans France | Sénégal - Bolivie | 2-0   | Match amical |

### Serbie et Yougoslavie
Confrontations en matchs officiels entre la Bolivie et la Yougoslavie puis la Serbie :
|   | Date            | Lieu         | Match                 | Score | Compétition                       |
| - | --------------- | ------------ | --------------------- | ----- | --------------------------------- |
| 1 | 17 juillet 1930 | Montevideo   | Yougoslavie - Bolivie | 4-0   | Coupe du monde 1930 (Groupe B)    |
| 2 | 18 juin 1972    | Campo Grande | Yougoslavie - Bolivie | 1-1   | Coupe de l'Indépendance du Brésil |
| 3 | 9 juin 2018     | Graz         | Serbie - Bolivie      | 5-1   | Match amical                      |

#### Bilan
Au 11 septembre 2018 :
- Total de matchs disputés : 3
- Victoires de la Yougoslavie puis la Serbie : 2
- Matchs nuls : 1
- Victoires de la Bolivie : 0
- Total de buts marqués par la Yougoslavie puis la Serbie : 10
- Total de buts marqués par la Bolivie : 2

### Slovaquie
| Date            | Lieu                    | Match               | Score | Compétition      |
| --------------- | ----------------------- | ------------------- | ----- | ---------------- |
| 30 janvier 1996 | Santa Cruz de la Sierra | Bolivie - Slovaquie | 2-0   | Match amical     |
| 2 février 1997  | Cochabamba              | Bolivie - Slovaquie | 0-1   | Match amical     |
| 14 juin 2000    | Tosu                    | Bolivie - Slovaquie | 0-2   | Coupe Kirin 2000 |

### Suisse
| Date         | Lieu     | Match            | Score | Compétition  |
| ------------ | -------- | ---------------- | ----- | ------------ |
| 11 juin 1994 | Montréal | Bolivie - Suisse | 0-0   | Match amical |

## T

### Tchécoslovaquie
| Date            | Lieu                    | Match                     | Score | Compétition  |
| --------------- | ----------------------- | ------------------------- | ----- | ------------ |
| 25 janvier 1981 | La Paz                  | Bolivie - Tchécoslovaquie | 2-1   | Match amical |
| 29 janvier 1981 | Santa Cruz de la Sierra | Bolivie - Tchécoslovaquie | 2-5   | Match amical |

## U

### Uruguay
|    | Date              | Lieu                    | Match             | Score | Compétition                                                                |
| -- | ----------------- | ----------------------- | ----------------- | ----- | -------------------------------------------------------------------------- |
| 1  | 28 octobre 1926   | Santiago                | Uruguay - Bolivie | 6-0   | Championnat sud-américain de football de 1926                              |
| 2  | 6 novembre 1927   | Lima                    | Uruguay - Bolivie | 9-0   | Championnat sud-américain de football de 1927                              |
| 3  | 15 février 1945   | Santiago                | Uruguay - Bolivie | 2-0   | Championnat sud-américain de football de 1945                              |
| 4  | 29 janvier 1946   | Buenos Aires            | Uruguay - Bolivie | 5-0   | Championnat sud-américain de football de 1946                              |
| 5  | 9 décembre 1947   | Guayaquil               | Uruguay - Bolivie | 3-0   | Championnat sud-américain de football de 1947                              |
| 6  | 17 avril 1949     | Rio de Janeiro          | Bolivie - Uruguay | 3-2   | Championnat sud-américain de football de 1949                              |
| 7  | 2 juillet 1950    | Belo Horizonte          | Uruguay - Bolivie | 8-0   | Coupe du monde 1950 (Groupe D)                                             |
| 8  | 25 février 1953   | Lima                    | Uruguay - Bolivie | 2-0   | Championnat sud-américain de football de 1953                              |
| 9  | 8 mars 1959       | Buenos Aires            | Uruguay - Bolivie | 7-0   | Championnat sud-américain de football de 1959 (Argentine)                  |
| 10 | 15 juillet 1961   | La Paz                  | Bolivie - Uruguay | 1-1   | Qualifications pour la Coupe du monde 1962                                 |
| 11 | 30 juillet 1961   | Montevideo              | Uruguay - Bolivie | 2-1   | Qualifications pour la Coupe du monde 1962                                 |
| 12 | 17 janvier 1967   | Montevideo              | Uruguay - Bolivie | 4-0   | Championnat sud-américain de football de 1967                              |
| 13 | 27 février 1977   | La Paz                  | Bolivie - Uruguay | 1-0   | Qualifications pour la Coupe du monde 1978                                 |
| 14 | 27 mars 1977      | Montevideo              | Uruguay - Bolivie | 2-2   | Qualifications pour la Coupe du monde 1978                                 |
| 15 | 9 novembre 1980   | Cochabamba              | Bolivie - Uruguay | 1-3   | Match amical                                                               |
| 16 | 11 décembre 1980  | Montevideo              | Uruguay - Bolivie | 5-0   | Match amical                                                               |
| 17 | 6 février 1985    | Cochabamba              | Bolivie - Uruguay | 0-1   | Match amical                                                               |
| 18 | 23 juin 1987      | Montevideo              | Uruguay - Bolivie | 2-1   | Match amical                                                               |
| 19 | 8 juin 1989       | Santa Cruz de la Sierra | Bolivie - Uruguay | 0-0   | Match amical                                                               |
| 20 | 14 juin 1989      | Montevideo              | Uruguay - Bolivie | 1-0   | Match amical                                                               |
| 21 | 4 juillet 1989    | Goiânia                 | Uruguay - Bolivie | 3-0   | Copa América 1989                                                          |
| 22 | 3 septembre 1989  | La Paz                  | Bolivie - Uruguay | 2-1   | Qualification pour la Coupe du monde 1990                                  |
| 23 | 17 septembre 1989 | Montevideo              | Uruguay - Bolivie | 2-0   | Qualification pour la Coupe du monde 1990                                  |
| 24 | 7 juillet 1991    | Valparaíso              | Uruguay - Bolivie | 1-1   | Copa América 1991                                                          |
| 25 | 8 août 1993       | La Paz                  | Bolivie - Uruguay | 3-1   | Qualification pour la Coupe du monde 1994                                  |
| 26 | 12 septembre 1993 | Montevideo              | Uruguay - Bolivie | 2-1   | Qualification pour la Coupe du monde 1994                                  |
| 27 | 16 juillet 1995   | Paysandu                | Uruguay - Bolivie | 2-1   | Copa América 1995 (quart de finale)                                        |
| 28 | 8 octobre 1996    | Montevideo              | Uruguay - Bolivie | 1-0   | Qualification pour la Coupe du monde 1998                                  |
| 29 | 18 juin 1997      | La Paz                  | Bolivie - Uruguay | 1-0   | Copa América 1997                                                          |
| 30 | 20 juillet 1997   | La Paz                  | Bolivie - Uruguay | 1-0   | Qualification pour la Coupe du monde 1998                                  |
| 31 | 29 mars 2000      | Montevideo              | Uruguay - Bolivie | 1-0   | Qualification pour la Coupe du monde 2002                                  |
| 32 | 15 novembre 2000  | La Paz                  | Bolivie - Uruguay | 0-0   | Qualification pour la Coupe du monde 2002                                  |
| 33 | 13 juillet 2001   | Medellin                | Uruguay - Bolivie | 1-0   | Copa América 2001                                                          |
| 34 | 7 septembre 2003  | Montevideo              | Uruguay - Bolivie | 5-0   | Qualifications pour la Coupe du monde 2006                                 |
| 35 | 12 octobre 2004   | La Paz                  | Bolivie - Uruguay | 0-0   | Qualifications pour la Coupe du monde 2006                                 |
| 36 | 13 octobre 2007   | Montevideo              | Uruguay - Bolivie | 5-0   | Qualifications pour la Coupe du monde 2010                                 |
| 37 | 14 octobre 2008   | La Paz                  | Bolivie - Uruguay | 2-2   | Qualifications pour la Coupe du monde 2010                                 |
| 38 | 7 octobre 2011    | Montevideo              | Uruguay - Bolivie | 4-2   | Qualifications pour la Coupe du monde 2014                                 |
| 39 | 16 octobre 2012   | La Paz                  | Bolivie - Uruguay | 4-1   | Qualifications pour la Coupe du monde 2014                                 |
| 40 | 8 octobre 2015    | La Paz                  | Bolivie - Uruguay | 0-2   | Éliminatoires de la Coupe du monde de football 2018 : zone Amérique du Sud |
| 41 | 10 octobre 2017   | Montevideo              | Uruguay - Bolivie | 4-2   | Éliminatoires de la Coupe du monde de football 2018 : zone Amérique du Sud |
| 42 | 24 Juin 2021      | Cuiabá                  | Bolivie - Uruguay | 0-2   | Copa america 2021                                                          |
| 43 | 5 Septembre 2021  | Montevideo              | Uruguay - Bolivie | 4-2   | Éliminatoire Fifa 2022                                                     |
| 44 | 16 Novembre 2021  | La Paz                  | Bolivie - Uruguay | 3-0   | Éliminatoire Fifa 2022                                                     |
| 45 | 21 Novembre 2023  | Montevideo              | Uruguay - Bolivie | 3-0   | Éliminatoire Fifa 2026                                                     |
| 45 | 27 juin 2024      | East Rutherford         | Uruguay - Bolivie | 5-0   | Copa America 2024                                                          |
| 46 | 25 Mars 2025      | La Paz                  | Bolivie - Uruguay |       | Éliminatoire Fifa 2026                                                     |

#### Bilan
- Total de matchs disputés : 46
- Victoires de l'Uruguay : 30
- Victoires de la Bolivie : 10
- Matchs nuls : 7
- Total de buts marqués par l'Uruguay : 110
- Total de buts marqués par la Bolivie : 30

## V

### Venezuela

#### Confrontations
Confrontations entre le Venezuela et la Bolivie en matchs officiels.
|    | Date             | Lieu                    | Match               | Score | Compétition                                                                |
| -- | ---------------- | ----------------------- | ------------------- | ----- | -------------------------------------------------------------------------- |
| 1  | 11 août 1938     | Bogota                  | Bolivie - Venezuela | 3-1   | Jeux bolivariens 1938                                                      |
| 2  | 5 janvier 1948   | Lima                    | Bolivie - Venezuela | 2-2   | Jeux bolivariens 1948                                                      |
| 3  | 28 janvier 1967  | Montevideo              | Venezuela - Bolivie | 3-0   | Championnat sud-américain de football de 1967                              |
| 4  | 21 juin 1972     | Manaus                  | Venezuela - Bolivie | 2-2   | Coupe de l'Indépendance                                                    |
| 5  | 6 mars 1977      | Caracas                 | Venezuela - Bolivie | 1-3   | Qualifications pour la Coupe du monde 1978                                 |
| 6  | 13 mars 1977     | La Paz                  | Bolivie - Venezuela | 2-0   | Qualifications pour la Coupe du monde 1978                                 |
| 7  | 15 février 1981  | La Paz                  | Bolivie - Venezuela | 3-0   | Qualifications pour la Coupe du monde 1982                                 |
| 8  | 15 mars 1981     | Caracas                 | Venezuela - Bolivie | 1-0   | Qualifications pour la Coupe du monde 1982                                 |
| 9  | 24 février 1985  | Caracas                 | Venezuela - Bolivie | 3-0   | Match amical                                                               |
| 10 | 21 avril 1985    | Santa Cruz de la Sierra | Bolivie - Venezuela | 4-0   | Match amical                                                               |
| 11 | 18 juillet 1993  | Ciudad Guayana          | Venezuela - Bolivie | 1-7   | Qualification pour la Coupe du monde 1994                                  |
| 12 | 22 août 1993     | La Paz                  | Bolivie - Venezuela | 7-0   | Qualification pour la Coupe du monde 1994                                  |
| 13 | 3 avril 1995     | Santa Cruz de la Sierra | Bolivie - Venezuela | 0-0   | Match amical                                                               |
| 14 | 18 juin 1995     | Valera                  | Venezuela - Bolivie | 1-3   | Match amical                                                               |
| 15 | 7 juillet 1996   | La Paz                  | Bolivie - Venezuela | 6-1   | Qualification pour la Coupe du monde 1998                                  |
| 16 | 8 juin 1997      | Valera                  | Venezuela - Bolivie | 1-1   | Qualification pour la Coupe du monde 1998                                  |
| 17 | 12 juin 1997     | La Paz                  | Bolivie - Venezuela | 1-0   | Copa América 1997 (gr. B)                                                  |
| 18 | 25 août 1999     | Sucre                   | Bolivie - Venezuela | 0-0   | Match amical                                                               |
| 19 | 16 mars 2000     | Caracas                 | Venezuela - Bolivie | 0-0   | Match amical                                                               |
| 20 | 28 juin 2000     | San Cristobal           | Venezuela - Bolivie | 4-2   | Qualification pour la Coupe du monde 2002                                  |
| 21 | 3 juin 2001      | La Paz                  | Bolivie - Venezuela | 5-0   | Qualifications pour la Coupe du monde 2002                                 |
| 22 | 21 août 2002     | Caracas                 | Venezuela - Bolivie | 2-0   | Match amical                                                               |
| 23 | 18 novembre 2003 | Maracaibo               | Venezuela - Bolivie | 2-1   | Qualifications pour la Coupe du monde 2006                                 |
| 24 | 12 juillet 2004  | Trujillo                | Venezuela - Bolivie | 1-1   | Copa América 2004                                                          |
| 25 | 29 mars 2005     | La Paz                  | Bolivie - Venezuela | 3-1   | Qualifications pour la Coupe du monde 2006                                 |
| 26 | 27 juin 2007     | San Cristóbal           | Venezuela - Bolivie | 2-2   | Copa América 2007 (gr. A)                                                  |
| 27 | 20 novembre 2007 | San Cristóbal           | Venezuela - Bolivie | 5-3   | Qualifications pour la Coupe du monde 2010                                 |
| 28 | 26 mars 2008     | Puerto La Cruz          | Venezuela - Bolivie | 0-1   | Match amical                                                               |
| 29 | 6 juin 2009      | La Paz                  | Bolivie - Venezuela | 0-1   | Qualifications pour la Coupe du monde 2010                                 |
| 30 | 7 octobre 2010   | Santa Cruz de la Sierra | Bolivie - Venezuela | 1-3   | Match amical                                                               |
| 31 | 15 novembre 2011 | San Cristóbal           | Venezuela - Bolivie | 1-0   | Éliminatoires de la Coupe du monde de football 2014 : zone Amérique du Sud |
| 32 | 7 juin 2013      | La Paz                  | Bolivie - Venezuela | 1-1   | Éliminatoires de la Coupe du monde de football 2014 : zone Amérique du Sud |
| 33 | 14 août 2013     | San Cristóbal           | Venezuela - Bolivie | 2-2   | Match amical                                                               |
| 34 | 18 novembre 2014 | La Paz                  | Bolivie - Venezuela | 3-2   | Match amical                                                               |
| 35 | 13 novembre 2015 | La Paz                  | Bolivie - Venezuela | 4-2   | Éliminatoires de la Coupe du monde de football 2018 : zone Amérique du Sud |
| 36 | 10 novembre 2016 | Maturín                 | Venezuela - Bolivie | 5-0   | Éliminatoires de la Coupe du monde de football 2018 : zone Amérique du Sud |
| 37 | 22 juin 2019     | Belo Horizonte          | Bolivie - Venezuela | 1-3   | Copa América 2019 (gr. A)                                                  |
| 39 | 3 juin 2021      | La Paz                  | Bolivie - Venezuela | 3-1   | Éliminatoires FIFA 2022                                                    |
| 40 | 28 janvier 2022  | Barinas                 | Venezuela - Bolivie | 4-1   | Éliminatoires FIFA 2022                                                    |
| 41 | 4 Septembre 2024 | La Paz                  | Bolivie - Venezuela | 4-0   | Éliminatoires FIFA 2026                                                    |
| 42 | 4 Juin 2025      | San Cristóbal           | Venezuela - Bolivie | 2-0   | Éliminatoires FIFA 2026                                                    |

#### Bilan
- Total de matchs disputés : 41
- Victoires du Venezuela : 18
- Victoires de la Bolivie : 24
- Matchs nuls : 9
- Total de buts marqués par le Venezuela : 64
- Total de buts marqués par la Bolivie : 85